# 筑波研究学園専門学校
筑波研究学園専門学校（つくばけんきゅうがくえんせんもんがっこう）とは、茨城県土浦市にある専門学校。愛称としてはTIST（Tsukuba Institute of Science & Technology）など。在校生数、卒業生、教員数、設置課程・学科数とも茨城県最大である。
設置者は学校法人筑波研究学園。学校法人は、筑波研究学園都市の科学技術関係機関である。

## 概観

### 学校長
- 野口孝之（学校法人筑波研究学園理事）

### 副校長
- 大森淳子（学校法人筑波研究学園理事）

### 設置課程
- 工業専門課程
- 商業実務専門課程
- 教育・社会福祉専門課程

### 学科等
2011年4月（以下の3課程・3学系・9学科）。
- 工業専門課程
- 工業技術学系
  - 電子機械工学科（メカトロニクス、電子制御の2コースを有する）
  - 自動車整備工学科（1級整備士、2級整備士、車体整備士の3コースを有する）
  - 建築環境学科（建築設計デザイン、建築土木施工、建築士専攻の3コースを有する）
- 商業実務専門課程
- 経営情報学系
  - 情報処理学科
  - グラフィックデザイン学科（旧クリエイティブデザイン学科）
  - 総合ビジネス学科
- 教育・社会福祉専門課程
- 保育・医療福祉学系
  - 幼児保育学科（幼児保育専攻、児童教育専攻の2コースを有する）
  - 医療情報管理学科（診療情報管理、医療情報の2コースを有する）
  - 健康福祉スポーツ学科

2015年度
- 電子機械工学科（メカトロニクスコース、電子制御コース（以上2年制）、電子機械システムコース（3年制））
- 自動車整備工学科（1級整備士コース（4年制）、2級整備士コース（2年制）、車体整備士コース（3年制））
- 建築環境学科（建築設計デザインコース、建築士土木施工コース（以上2年制）、建築士専攻コース（1年制））
- 経営情報学科（情報処理・デザインコース、総合ビジネスコース、公務員・事務管理コース（全コース2年制））
- 医療情報学科（診療情報管理コース（3年制）、医療情報コース（以下2年制）、医療福祉コース）
- 幼児保育学科（幼児保育コース、幼児スポーツコース（以上3年制）、児童教育専攻コース（1年制））

2016年度
- 電子機械工学科（電子機械コース、電気技術コース（以上2年制）、総合テクニカルコース（3年制））
- 自動車整備工学科（1級整備士コース（4年制）、2級整備士コース（2年制）、車体整備士コース（3年制）、カーコンシェルジュコース（2年制・女子のみ））
- 建築環境学科（建築設計デザインコース、建築土木施工コース（以上2年制）、建築土木技術コース（3年制））
- 経営情報学科（情報処理・デザインコース、ビジネス実務コース、公務員実務管理コース（2年制））
- 医療情報学科（診療情報管理コース（3年制）、医療情報コース（以下2年制）、医療福祉コース）
- こども未来学科（幼児保育コース、幼児スポーツコース（以上3年制）、児童教育コース（4年制））

2017年度
- ものつくり学科（電子機械コース、電気設備コース（両コース2年制））
- 自動車整備工学科（1級整備士コース（4年制）、2級整備士コース（2年制）、車体整備士コース（3年制））
- 建築環境学科（建築設計デザインコース、建築土木施工コース（以上2年制）、建築土木技術コース（3年制））
- 経営情報学科（情報処理・デザインコース、ビジネス実務コース、公務員・事務管理コース（全コース2年制））
- 医療情報学科（医療秘書コース、医療情報コース（以上2年制）、診療情報管理コース（3年制））
- こども未来学科（幼児保育コース、幼児スポーツコース（以上3年制）、児童教育コース（4年制））

2018年度
- ものつくり学科（電子機械コース、電気設備コース（両コース2年制））
- 自動車整備・ドローン学科（1級整備コース（4年制）、2級整備コース（2年制）、車体整備コース（3年制）、2級整備ドローン基礎コース（2年制）、2級整備・ドローン応用コース（3年制））
- 建築環境学科（建築設計デザインコース、建築土木施工コース、建築土木技術コース（全コース2年制））
- 経営情報学科（情報処理・セキュリティコース、ビジネス・デザインコース、公務員・事務管理コース（2年制））
- 医療情報学科（医療秘書コース、医療情報コース（以上2年制）、診療情報管理コース（3年制））
- こども未来学科（幼児保育コース、幼児スポーツコース、児童教育コース（全コース3年制））

2019年度
- ものつくり学科（電子機械コース、ソフトウェア開発コース、電気設備コース（全コース2年制））
- 自動車整備工学科（2級整備士コース、2級整備士・ドローンコース（両コース2年制））
- 建築環境学科（建築設計デザインコース、建築土木施工コース、建築土木技術コース（全コース2年制））
- 経営情報学科（情報処理コース、ビジネスコース、公務員コース（全コース2年制））
- 医療情報学科（医療秘書コース、医療情報コース、診療情報コース（全コース2年制））
- こども未来学科（幼児保育コース、幼児音楽コース、幼児スポーツコース（全コース3年制））
- 専攻科（1級整備士専攻科（2年制）、車体整備士専攻科（以下1年制）、ドローン専攻科、建築士専攻科、診療情報管理専攻科、児童教育専攻科）

2020年度
- こども未来学科（幼児保育コース、幼児音楽コース、幼児スポーツコース）（3年制）
- 医療情報学科（医療秘書コース、医療ビジネスコース、診療情報コース）（2年制）
- 建築環境学科（建築設計デザインコース、建築土木施工コース）（2年制）
- 自動車整備工学科（自動車整備技術コース、自動車整備総合コース）（2年制）
- ITものつくり学科（ロボットコース、システム開発コース、情報処理コース）（2年制）
- 公務員受験対策科（1年制）
- 専攻科（児童教育専攻科、診療情報管理専攻科、建築士専攻科、1級整備士専攻科、車体整備士専攻科（それぞれ1年制））

### 敷地・設備
- 敷地面積　74,680 m2

詳細は後述

## 沿革
- 1987年
  - 2月 - 筑波研究学園専門学校（工業専門課程）設置認可
  - 3月 - 1号館が竣工
  - 4月 - 開校
  - 12月 - 2号館が竣工
- 1988年
  - 3月 - 学生会館が竣工
  - 4月 - 商業実務専門課程（経理・ビジネス系）を開設
- 1989年3月 - 輝峰同窓会が発足
- 1991年3月 - 西オーストラリア州立カーティン工科大学と「国際化教育に関する提携業務」の調印
- 1991年
  - 4月 - 学校法人名を「筑波研究学園」（TIST）と決める
  - 11月 - 筑波CS会議が発足
- 1993年3月 - 3号館(産学協同棟)が竣工
- 1995年
  - 1月 - 「専門士」の称号授与認定校となる
  - 4月 - 建築分野、医療情報分野を開設
  - 5月 - 建築材料実験棟が竣工
- 1996年4月 - 福祉情報分野を開設
- 1999年4月 - 財団法人総合科学研究機構が敷地内に設立され、産学共同事業が本格化
- 2004年4月 - 教育・社会福祉専門課程「幼稚園教諭・保育士」の養成を開始
- 2005年
  - 2月 - 5号館(自動車工学棟)・オートモービル実習棟が竣工
  - 4月 - 自動車工学分野を開設し、1級・2級自動車整備士の養成を開始
- 2009年
  - 2月 - 自動車車体整備士のい養成を開始
  - 4月 - 新学系・学科体制でスタート
- 2013年4月 - 同一法人校（兄弟校）として成田つくば航空専門学校が加わる
- 2014年
  - 3月 - 財団法人郷土文化振興財団が設置され、地方文化団体との連携が強化
  - 4月 - 6号館（幼児保育演習棟）が竣工。文部科学省の「職業実践専門課程」として認定
- 2016年4月 - 幼児教育学科をこども未来学科に改組
- 2017年4月 - 医療情報学科の医療福祉コースが医療秘書コースとなる
- 2018年2月 - 指定保育士養成施設の指定校となる

## 学生生活

### 授業時間
1時限50分の授業が最大8時限実施される。
- 1時限 - 9:20～10:10
- 2時限 - 10:20～11:10
- 3時限 - 11:20～12:10
- 4時限 - 13:00～13:50
- 5時限 - 14:00～14:50
- 6時限 - 15:00～15:50
- 7時限 - 16:00～16:50
- 8時限 - 17:00～17:50

### キャンパスと施設

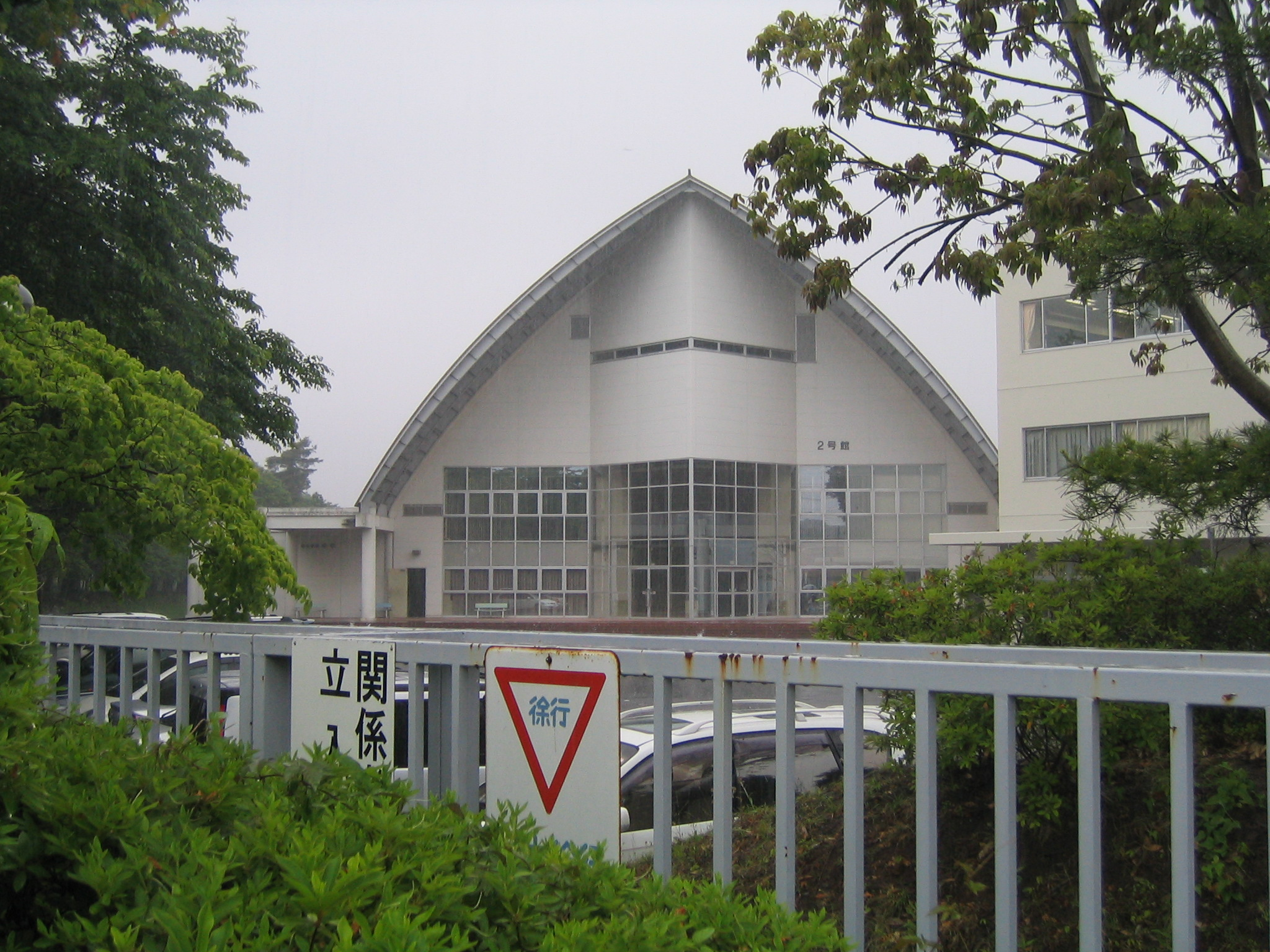
筑波研究学園専門学校2号館（つくば科学万博記念館）
つくば科学万博のソ連館を移築したもの

東京ドーム5.5個分の広さを持つ。敷地内には、次の建物・施設がある。
- 1号館（本館）
- 2号館（つくば科学万博記念館）
  - ソビエト連邦館を移築したものであり、科学万博をしのべる建築として親しまれている。
- 3号館（こども未来・産学協同棟）
- 5号館（自動車工学棟）
- 6号館（こども未来演習棟）
- 自動車整備実習棟
- 学生会館（学生食堂）
  - 学生食堂が入っており、昼に営業する。
- 学生駐車場（第1～第3駐車場）
  - 自動車800台を収容できる。

## 就職率の推移
就職率は過去10年間、95.2%～98.9%の範囲で推移している。
- 1997年　98.8%
- 1998年　97.2%
- 1999年　96.9%
- 2000年　95.2%
- 2001年　97.3%
- 2002年　97.9%
- 2003年　96.7%
- 2004年　97.7%
- 2005年　98.1%
- 2006年　98.7%
- 2007年　98.6%
- 2008年　98.9%

## 交通アクセス
- JR常磐線 土浦駅より関東鉄道「桜ニュータウン行」バスにて、「筑波研究学園専門学校」にて下車（バスの所要時間は約20分）。
  - 「筑波研究学園専門学校」バス停は、学校の正門に隣接している。
- つくばエクスプレス つくば駅より「つくバス地域循環5コース」（桜庁舎方面行き）にて、「桜ニュータウン入口」にて下車 。バス停より徒歩約3分。

## 関連組織
- 一般財団法人 総合科学研究機構
- 筑波CS会議
- 五籃会（在校生の保護者会組織）
- 輝峰同窓会